# Boeing B-29 Superfortress
Boeing B-29 Superfortress — стратегічний бомбардувальник США, розроблений на початку 1940-х років. Вважається найкращим стратегічним бомбардувальником часів Другої світової війни. B-29 став широко відомим у світі завдяки проведеним у серпні 1945 року літаками цього типу атомних бомбардувань японських міст Хіросіма і Наґасакі. Бомбардувальники «Суперфортеця» застосовувалися під час Корейської війни 1950–1953 років. У СРСР був створений і серійно випускався Ту-4, що був копією B-29.

## Історія створення

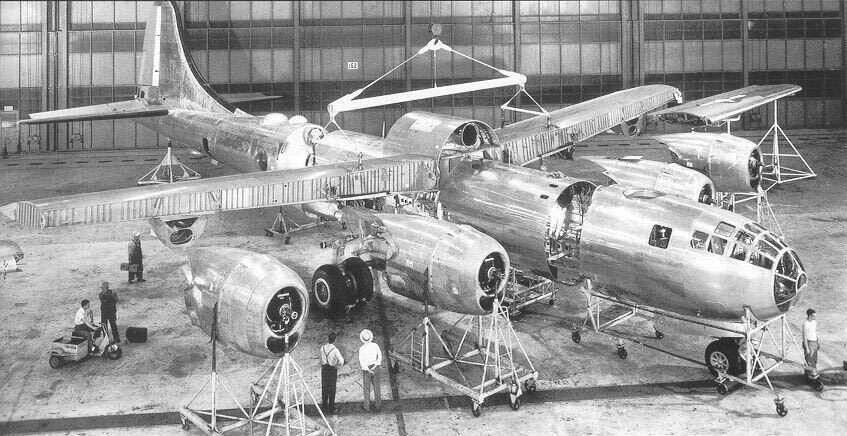
Виготовлення B-29

Розробка дальнього бомбардувальника велась в Boeing ще з березня 1938 року, тому коли в січні 1940 року армійське командування видало специфікацію R-40B на новий літак, Boeing вже мало декілька попередніх дизайнів, кращий з яких мав позначення модель «341», був представлений до конкурсу. Запропонований літак був середньопланом, з триопорним шасі з носовим колесом і двигунами Pratt & Whitney R-2800.
Проте в березні специфікація була змінена, зросли вимоги до бомбового навантаження і захисного озброєння. Відповідно Boeing запропонували новий проект — модель «345», який вже мав оснащуватись двигунами Wright R-3350. Захисне озброєння мала складатись з десяти 12,7-мм кулеметів і однієї 20-мм гармати в чотирьох дистанційно керованих турелях і хвостовій установці. Дистанційно керовані турелі могли керуватись були синхронізовані, що дозволяло вести безперервний вогонь по противнику. Кабіни були герметичними, а більшість гідравлічних і пневматичних систем було замінено на електричні. Саме такий проект було передано на розгляд армії, і в серпні було зроблено замовлення на два прототипи, які отримали позначення XB-29.
Перший прототип XB-29 з двигунами R-3350-13 піднявся в повітря 15 вересня 1942 року. Через проблеми з двигунами випробування проводились повільно, зокрема на другому прототипі вже в першому вильоті 30 грудня 1942 року загорівся один двигун, а 18 лютого 1943 літак зазнав аварії. Більшість проблем з двигунами було виправлено на третьому прототипі, який був готовий в червні 1943 року.
Проте ще до закінчення випробувань третього прототипу почалось виробництво передсерійної партії з 14 літаків YB-29 з двигунами R-3350-21. А в кінці серпня 1943 року вже був виготовлений перший серійний B-29. Літак виготовлявся на заводах Boeing, Martin і Bell. Загалом було виготовлено 3965 літаків.

## Основні модифікації
- B-29 — оснащувався двигунами Wright R-3350 підсерій 23, 23A, 41, 57 або 57A потужністю 2200 к.с. Захисне озброєння — вісім 12,7-мм кулеметів в чотирьох висувних турелях (по дві зверху і знизу фюзеляжу) і хвостова установка з двома 12,7-мм кулеметами і одною 20-мм гарматою. Декілька серій літаків мали чотири кулемети в верхній передній турелі, а в останніх виготовлених не встановлювалась гармата. Максимальне бомбове навантаження — 9070 кг. Виготовлено 2081 літак: 1620 на заводах Boeing, 257 — Bell і 204 Martin.
- B-29A — для спрощення виготовлення змінено центроплан, що також змусило зменшити розміри паливних баків. Оснащувався двигунами Wright R-3350 підсерій 57, 57A або 59. Захисне озброєння — 12 12,7-мм кулеметів (4 в передній верхній турелі, по два в задній верхній, двох нижніх і хвостовій турелі). Виготовлено 1119 літаків.
- B-29B — варіант з зменшеним озброєнням і обладнанням, оснащувався тільки хвостовою туреллю з 3 12,7-мм кулеметами. Максимальне бомбове навантаження — 10 340 кг. З лютого 1945 року на заводах Bell було виготовлено 311 літаків.
- F-29A (також FB-29 і RB-29) — варіант фоторозвідника. Було переобладнано 117 B-29A.
- TB-29 — навчальний варіант без захисного озброєння.
- SB-29 — морський рятувальний варіант. Переобладнано 16 літаків.
- KB-29M/P — варіант заправника. Переобладнано 208 літаків.
- WB-29 — метеорозвідник.
- B-29F — модифікація пристосована для роботи над Арктикою. Переобладнано 6 літаків.
- B-29L — Бомбардувальна модифікація з системою заправки в повітрі. Переобладнано 72 літака.

## Бойове використання

### Друга світова війна

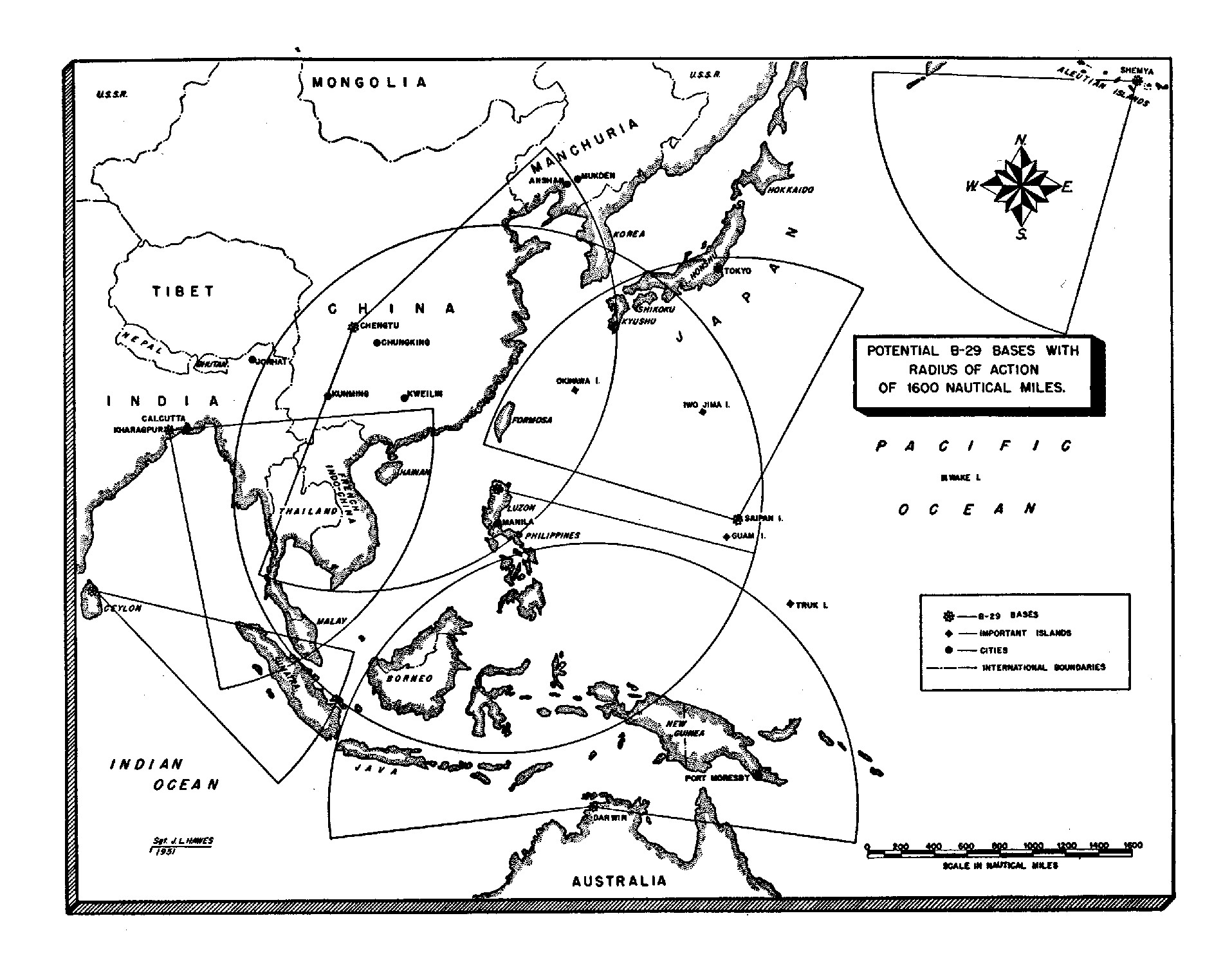
Мапа радіусів досяжності B-29 на Тихому океані.

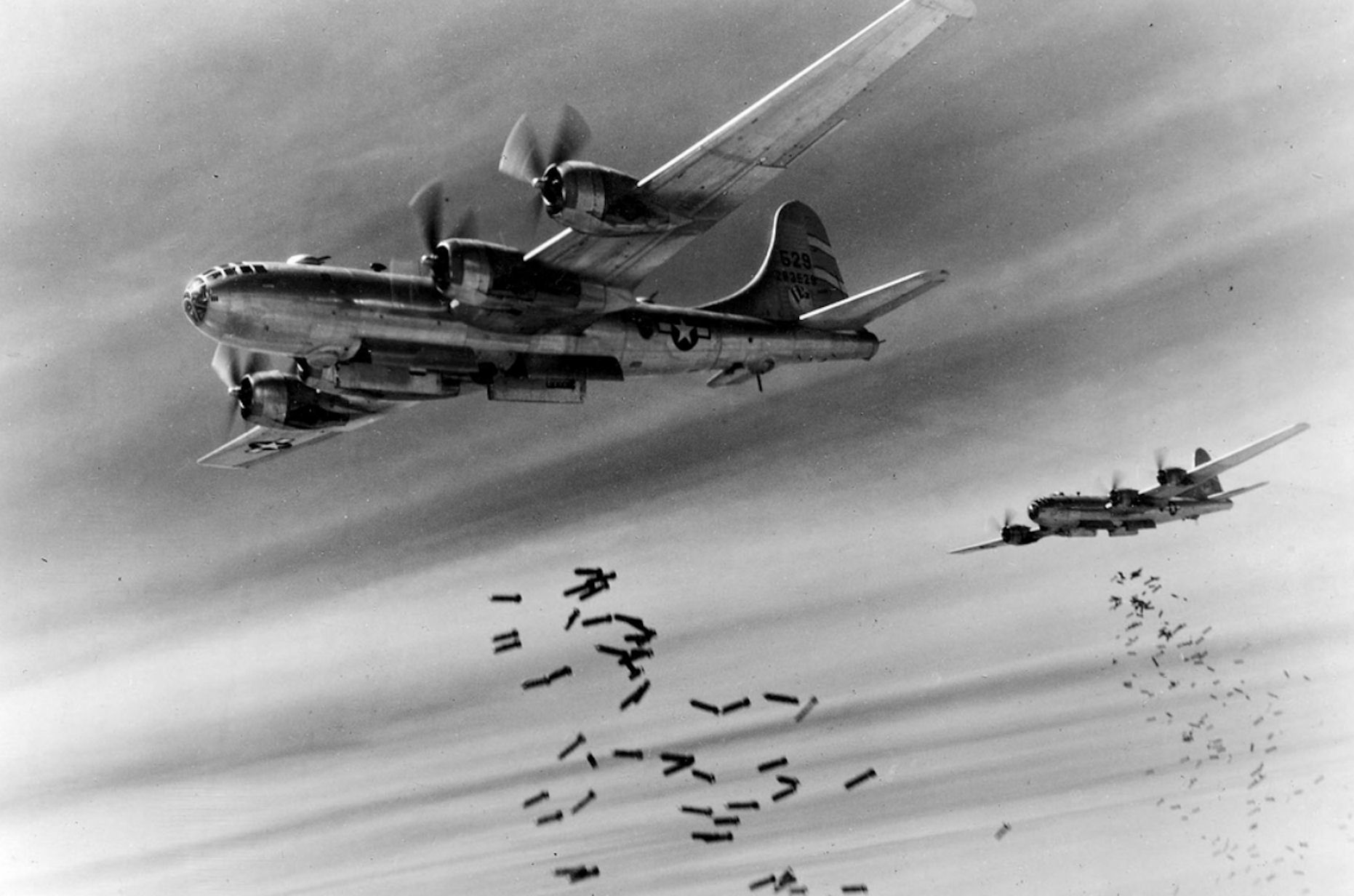
B-29 скидають бомби.

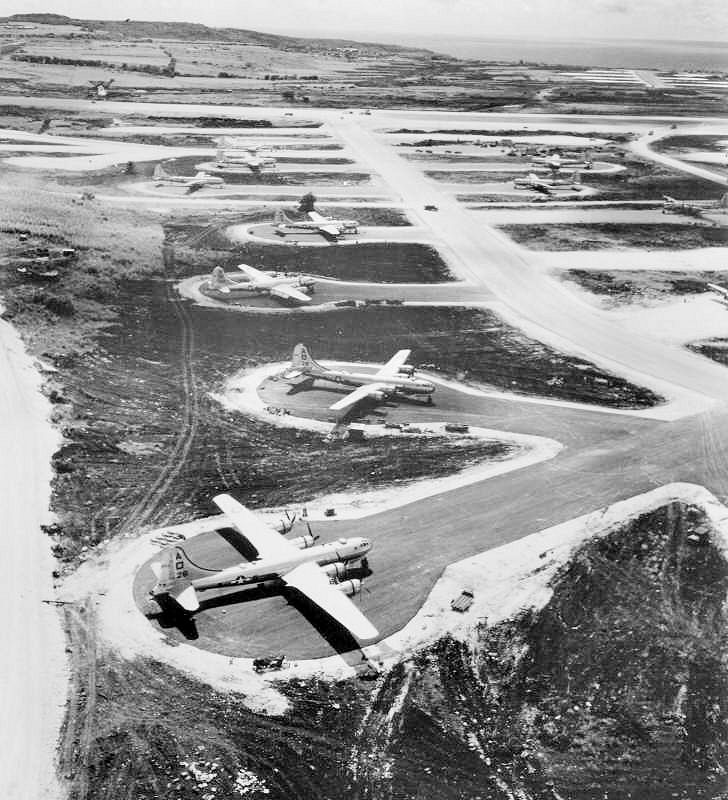
B-29 на Сайпані.

За планами військового командування, B-29 мали перш за все використовуватись на Тихоокеанському театрі бойових дій, розміщення доступних аеродромів на якому потребувало бомбардувальників з максимальним радіусом дії. Тому першими, зимою 1943-44 року, B-29 отримало 58-ме бомбардувальне крило, яке після освоєння літака, в квітні 1944 року, було перекинуте в Індію, а з початком бойової роботи частина літаків була призначена на китайські аеродроми.
5 червня відбувся перший бойовий виліт проти залізничного вузла поблизу Бангкоку, який завершився повним провалом. З 98 бомбардувальників, які вилетіли на місію, 14 були змушені повернутись через проблеми з двигунами, 42 витратили все пальне і були змушені сісти на запасні аеродроми, а 5 розбилось при посадці. При цьому результати бомбардування теж були не найкращими, в ціль влучило тільки 18 бомб. Другий бойовий виліт 14 червня теж був невдалим — з 75 бомбардувальників було втрачено 8 (з них шість розбились при посадці, ще один на старті, і тільки один — від ППО противника), а завдання змогли виконати тільки 57. При цьому по основній цілі — заводі на острові Кюсю влучила тільки одна бомба. Незважаючи на це B-29 продовжували виконувати місії, зокрема проти об'єктів нафтової промисловості на Суматрі і металургійних заводів у Маньчжурії, результати яких були сумнівними.
Проте з осені 1944 року зі зміною керівництва і набуттям досвіду ситуація почала покращуватись, через бомбардувальні місії промислове виробництво Маньчжурії зменшилось на дві треті. Через складність забезпечення військ у Китаї, B-29 були виведені звідти грудні 1944 року і в подальшому діяли тільки з Індії. Зокрема B-29 залучались до знищення порту і доків у Сінгапурі та при мінуванні гирл рік Янцзи і Хуанхе. Останній виліт з Індії відбувся 29 березня 1945 року.
З жовтня 1944 року B-29 в складі 73-о бомбардувального крила прибули на Сайпан. 28 жовтня з цього острова на перше бойове завдання проти японської бази на островах Трук вилетіли 18 B-29, а 24 листопада відбувся перший виліт проти об'єктів на японських островах. Оскільки американські винищувачі не могли супроводжувати B-29, останні були змушені діяти на висотах 8-9 кілометрів, що зумовлювало низьку точність бомбардувань. Проте деякі місії були доволі успішними, зокрема 13 грудня 1944 року B-29 знищили завод з виробництва двигунів у Нагої, який виробляв близько чверті всіх авіаційних двигунів Японії.
З січня 1945 року B-29 почали використовуватись для нічних нальотів з використанням запалювальних бомб. 3 січня відбувся рейд на Нагою, 4 лютого — була здійснена масована атака на Кобе. Кількість B-29 постійно зростала, зокрема нові ескадрильї почали діяли з островів Тініан і Гуам. Вночі 9 березня відбувся масований наліт на Токіо, коли 325 B-29 скинули 1665 тон запалювальних бомб і напалму. Наступного дня відбувся схожий рейд на Нагою, ще пізніше на Осаку. У квітні проти Японії вже діяли більше 700 B-29, які, окрім бомбардувальних рейдів, також здійснювали мінування моря безпосередньо поблизу Японії.

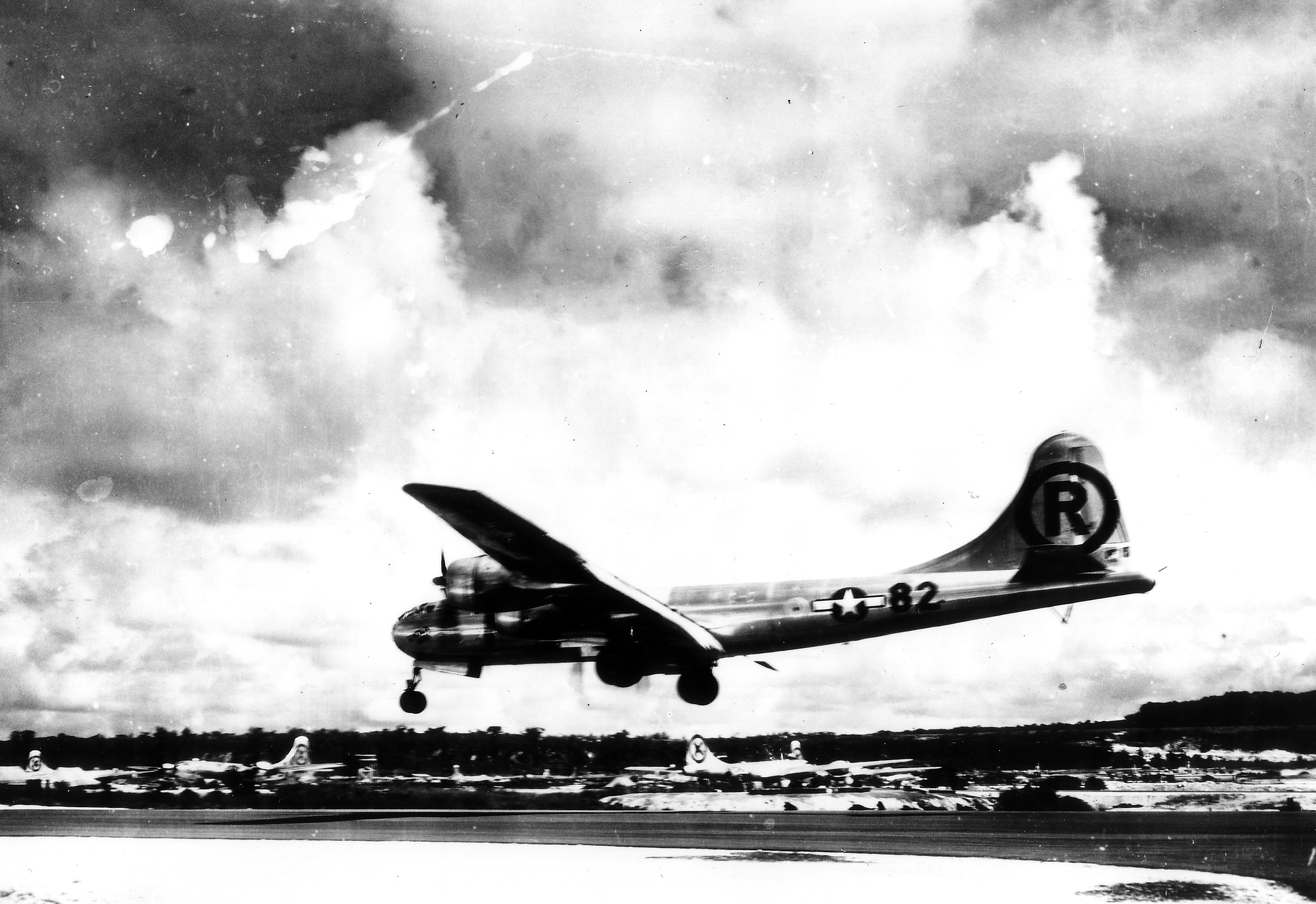
Енола Ґей — повертається з бомбардування Хіросіми.

Проте B-29 найбільш відомий через ядерне бомбардування Хіросіми і Нагасакі — перше (і єдине) бойове використання ядерної зброї. Для місії в грудні 1944 року була сформована змішана спеціалізована 509-а група, 393-я ескадрилья якої була оснащена B-29, пристосованими для використання ядерних бомб. У кінці квітня ескадрилью було перекинуто на Тініан, а 6 і 9 серпня відбулись бомбардування Хіросіми і Нагасакі відповідно. Востаннє B-29 в Другій світовій використовувались 14 серпня, тоді 740 літаків здійснили бомбардування більше десяти цілей. 

### Післявоєнне використання

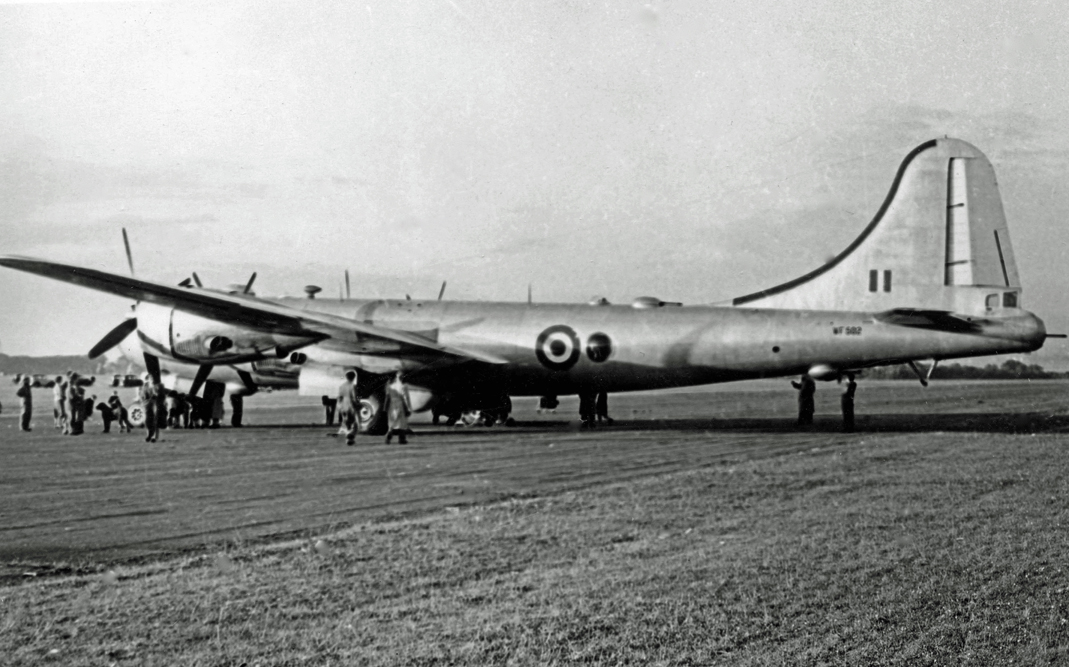
Washington Mk.1 повітряних сил Великої Британії.

B-29 склали основу Стратегічного авіаційного командування США, яке було сформоване в березні 1946 року, але вже з 1949 року їх почали заміняти на новішу версію B-50. B-29 ще активно використовувались під час Корейської війни, але були повністю зняті з озброєння невдовзі після її закінчення.
Окрім США, B-29 стояли на озброєнні Королівських ВПС. В 1950 році Британія отримала 84 B-29A і 3 RB-29, де вони отримали позначення Washington Mk.1 і служили до 1955 року.
Три B-29 здійснили вимушену посадку на території СРСР, де були інтерновані і використані для створення Ту-4.

## Тактично-технічні характеристики
Дані з Ударная авиация Второй Мировой — штурмовики, бомбардировщики, торпедоносцы
|                       |                       | B-29                 | B-29A                | B-29B                |
| --------------------- | --------------------- | -------------------- | -------------------- | -------------------- |
| Довжина               | Довжина               | 30,18 м              | 30,18 м              | 30,18 м              |
| Висота                | Висота                | 8,46 м               | 8,46 м               | 8,46 м               |
| Розмах крил           | Розмах крил           | 43,05 м              | 43,36 м              | 43,05 м              |
| Площа крил            | Площа крил            | 161,3 м²             | 161,5 м²             | 161,3 м²             |
| Маса                  | пустого               | 31 815 кг            | 32 368 кг            | 31 298 кг            |
| Маса                  | максимальна злітна    | 61 235 кг            | 61 235 кг            | 62 142 кг            |
| Двигуни               | Двигуни               | 4 × Wright R-3350-23 | 4 × Wright R-3350-57 | 4 × Wright R-3350-41 |
| Потужність            | Потужність            | 4 × 2200 к. с.       | 4 × 2200 к. с.       | 4 × 2200 к. с.       |
| Максимальна швидкість | Максимальна швидкість | 603 км/год           | 611 км/год           | 586 км/год           |
| Дальність польоту     | нормальна             | 2575 км              | 2900 км              | 2900 км              |
| Дальність польоту     | максимальна           |                      | 6435 км              | 6760 км              |
| Практична стеля       | Практична стеля       | 9700 м               | 10 600 м             | 9750 м               |
| Час підйому на 7620 м | Час підйому на 7620 м | 38 хв                | 38 хв                |                      |